# Hansdieter Christmann
Hansdieter Christmann (* 27. August 1933 in Düsseldorf; † 2008) war ein deutscher Flottillenadmiral der Bundesmarine.

## Leben
Christmann studierte an der Universität Heidelberg und war seit 1955 Mitglied der Burschenschaft Allemannia Heidelberg. 1959 kam er zur Bundesmarine (Crew X/59). Er war Wachoffizier auf dem Minensuchboot Gemma und Kommandant der Minensuchboote Uranus und Widder. Danach war er Jugendoffizier beim Flottenkommando in Glücksburg, Inspektionschef an der Marinefernmeldeschule in Flensburg, A1-Stabsoffizier im Marineamt, S3 und stellvertretender Kommandeur des 6. Minensuchgeschwaders in Wilhelmshaven, Referatsleiter P V 4 im BMVg in Bonn, und Abteilungsleiter Personal im Flottenkommando. 1983 wurde er als Kapitän zur See und Unterabteilungsleiter V in der Abteilung Personal im BVMg in Bonn und 1986 Stabsabteilungsleiter I im Führungsstab der Marine. Als Flottillenadmiral erfolgte am 1. Oktober 1988 seine Ernennung zum stellvertretenden Amtschef und Chef des Stabes des Marineamtes. Er blieb bis zu seiner Versetzung in den Ruhestand am 30. September 1990 in dieser Position.
Mitte 1991 wurde Christmann zum Präsidenten des Deutschen Marinebundes gewählt. Bis 1999 blieb er Präsident.

## Auszeichnungen
- Verdienstkreuz am Bande des Verdienstordens der Bundesrepublik Deutschland
- Komturkreuz des Marineverdienstordens von Brasilien